# Bundesautobahn 99
Die Bundesautobahn 99 (Abkürzung: BAB 99) – Kurzform: Autobahn 99 (Abkürzung: A 99), auch Autobahnring München – verbindet mehrere nach München führende Autobahnen einige Kilometer außerhalb der Stadt und ermöglicht dem Fernverkehr die Umfahrung Münchens.
Die A 99 wurde bereits in den 1930er Jahren als vollständiger Ring projektiert, ist jedoch bis heute nicht geschlossen. Er führt von der A 96 im Südwesten über die A 8 im Nordwesten und die A 92 im Nord-Nordwesten zur A 9 im Norden (Autobahnring München-Nord) und weiter zur A 94 im Osten und zur A 8/A 995 im Süden (Autobahnring München-Ost).

## Geschichte

### Bau
Aufgrund des Zweiten Weltkrieges wurde mit dem Bau nur stellenweise begonnen, der deutlichste Beleg für die damaligen Bautätigkeiten ist die auf Luftbildern deutlich zu erkennende und stadtnäher als die schließlich gebaute Autobahn verlaufende Allach-Untermenzinger Trasse mitsamt Resten der Trasse für das Kreuz mit der BAB 8; eine niemals benutzte Brücke an der Stelle wurde erst Mitte der 1990er Jahre abgerissen. Ferner finden sich gerodete Waldabschnitte nördlich des Hasenbergls.
Nach dem Krieg wurde zuerst der Abschnitt zwischen dem Kreuz München-Nord und dem Kreuz München-Süd (alte Bezeichnung: Kreuz Brunnthal) Mitte der 1970er Jahre gebaut. Die A 8 München–Stuttgart wurde vorläufig ab Garching über die Bundesstraße 471 an die A 9 angeschlossen. Bis dahin musste der Fernverkehr durch das Stadtgebiet von München fahren. Das Autobahndreieck München-Feldmoching wurde 1978 dem Verkehr übergeben, lange Zeit war statt dem Dreieck ein Autobahnkreuz, und die Weiterführung der A92 bis zum mittleren Ring vorgesehen. Die Ausfahrt München-Ludwigsfeld diente viele Jahre als provisorischer Zubringer, erst 1998 wurde die Weiterführung durch den Tunnel Allach, und über die Eschenrieder Spange der Anschluss an die A8 fertig gestellt. Der Weiterbau via Kreuz München-West zum neuen Zwischenziel in München-Lochhausen verzögerte sich dagegen und konnte erst zwei Jahre später fertig gestellt werden.
Im Kreuz München-West wurden die bereits durch die Spange abgebildeten Fahrbeziehungen zunächst weggelassen, und erst 2012 nachgerüstet. Bisher sind diese zur Nutzung aber allein für den Autobahn-Betriebsdienst oder als Umleitung im Falle von Bauarbeiten vorgesehen. Dadurch ist die Ausfahrt München-Langwied (A8) von München-Nord kommend nur über Umwege zu erreichen.
Am 18. Februar 2006 wurde mit einer Feierstunde eine Weiterführung von München-Lochhausen bis zur Anschlussstelle Germering-Nord in Betrieb genommen und für den öffentlichen Verkehr ab 19. Februar 2006 freigegeben, nachdem ein weiterer Abschnitt bis zur A 96 am Autobahndreieck München-Süd-West bereits Ende November 2005 in Betrieb ging. Hier endet die A 99 heute.

### Weiterer Ausbau
Die Anschlussstelle München-Fröttmaning-Nord wurde nachträglich gebaut, um den zusätzlichen Verkehr der Allianz Arena von und in Richtung Stuttgart aufzunehmen. Sie ist lediglich als Halbanschlussstelle ausgeführt. Die Ausfahrt Aschheim/Ismaning wurde ebenfalls nachträglich gebaut – einige Jahre nach Fertigstellung des Abschnitts zwischen A 9 (München–Nürnberg) und A 8 (München–Salzburg) –, um die Gemeinde Aschheim vom Durchgangsverkehr zu entlasten. Dies ist jedoch nur teilweise geglückt.
Die A 99 wurde ursprünglich sechsstreifig gebaut, wobei der Ostring von Kreuz München-Nord bis Kreuz München-Süd von Anfang an einen überbreiten Mittelstreifen zum späteren Ausbau auf acht Streifen enthielt. Der politisch stets ümkämpfte westliche Abschnitt zwischen den Dreiecken München-Südwest und München-Allach, wurde dagegen zunächst nur vierstreifig ausgeführt. Mittlerweile hat die Autobahn zwischen dem Kreuz München-Nord und Kirchheim bei München vier Fahrstreifen pro Fahrtrichtung, zu Spitzenzeiten kann zudem der Seitenstreifen freigegeben werden, sodass insgesamt zehn Fahrstreifen zur Verfügung stehen. Zwischen München-Neuherberg und dem Kreuz München-Nord stehen zwischen den Ausfahrten teilweise zusätzliche Verflechtungsfahrstreifen zur Verfügung. Im Kreuz München-Nord selber hingegen besitzt die Autobahn nur zwei Fahrstreifen je Richtung.
Auch der Abschnitt von Kirchheim bis zum Kreuz München-Süd besitzt eine temporäre Seitenstreifenfreigabe, sodass er bei zähem Verkehrsfluss von sechs auf acht Fahrstreifen erweitert werden kann.

#### Ausbau des westlichen Abschnitts
Zwischen dem Dreieck München-Südwest und dem Kreuz München-West soll die Autobahn von vier auf sechs Fahrstreifen erweitert werden und der Lärmschutz verbessert werden. Für den ersten Abschnitt zwischen dem Dreieck München-Südwest und dem Südportal des Tunnel Aubing läuft das Planfeststellungsverfahren, der Ausbau kann frühestens im Juni 2028 starten. In diesem Abschnitt sollen auch die Anschlussstellen München-Freiham-Mitte und Germering-Nord erweitert werden. Für den Ausbau des Tunnels selber ist noch kein konkreter Zeitplan vorhanden.

#### Ertüchtigung des Tunnels Allach
Ab 2027 soll der Tunnel Allach saniert werden, unter anderem um im Abschnitt zwischen den Dreiecken München-Allach und München-Feldmoching die Seitenstreifen temporär freigeben zu können. Die Bauarbeiten werden frühestens 2035 abgeschlossen sein.

#### Ausbau des Ostrings
Der geplante und in Teilen bereits umgesetzte Ausbau zwischen dem Kreuz München-Nord und der Anschlussstelle Haar ist in drei Planungsabschnitte untergliedert. Für den ersten, etwa sieben Kilometer langen Abschnitt zwischen dem Kreuz München-Nord und der Anschlussstelle Aschheim/Ismaning wurde am 14. Januar 2013 der Planfeststellungsbeschluss erlassen. Der gesamte Ausbau sollte 147 Millionen Euro kosten. Die Bautätigkeiten erfolgten in den Jahren 2017 bis 2019. Dafür hatten bereits im Jahr 2016 Vorbereitungen für die provisorische Verkehrsführung begonnen. Die Freigabe erfolgte am 22. November 2019; die Gesamtkosten der Ausbaumaßnahme werden mit 170 Millionen Euro angegeben. Im Laufe des Jahres 2020 wurde auch die Möglichkeit zur Freischaltung des Seitenstreifens geschaffen. Auf dem folgenden, etwa drei Kilometer langen Abschnitt bis zur Anschlussstelle Kirchheim starteten die ersten Vorbereitungen 2022. Die Hauptbauphase ging vom Januar 2023 bis zum September 2024. Der Abschnitt wurde am 19. September 2024 achtstreifig unter Verkehr genommen, auch hier mit der Möglichkeit der Seitensteifenfreigabe. Für den folgenden Abschnitt bis Haar (inklusive Aus- und Umbau des Autobahnkreuzes München-Ost) laufen aktuell die Planungen.

## Verkehrsaufkommen
Es gab 2015 entlang der A 99 insgesamt fünfzehn automatische Zählstellen. In West-Ost-Richtung beziehungsweise dem Uhrzeigersinn folgend betrug das durchschnittliche tägliche Verkehrsaufkommen in diesem Zeitraum:
| Zählstelle                        | Kfz-Verkehr/Tag | Schwerverkehr/Tag |
| --------------------------------- | --------------- | ----------------- |
| AS Germering–Nord (N) (9219)      | 77.359          | 6.510             |
| AK München–West (N) (9220)        | 61.433          | 5.413             |
| AD München–Eschenried (O) (9774)  | –               | –                 |
| AD München–Allach (O) (9775)      | 119.880         | 16.992            |
| Feldmoching (9155)                | 118.120         | 14.216            |
| AD München–Feldmoching (W) (9216) | –               | –                 |
| AD München–Feldmoching (O) (9207) | 80.550          | 11.968            |
| AK München–Nord (W) (9215)        | 82.205          | 9.673             |
| Aschheim–West (9218)              | 122.586         | 18.370            |
| Aschheim/Ismaning (S) (9211)      | 127.312         | 18.310            |
| AK München–Ost (N) (9212)         | 118.793         | 17.345            |
| AK München–Ost (S) (9213)         | 112.290         | 13.214            |
| Neukeferloh (9244)                | 95.558          | 12.679            |
| Hohenbrunn (9228)                 | 96.420          | 13.929            |
| Ottobrunn (9229)                  | 87.152          | 15.540            |

Die A 99 gilt mit bis zu 120.000 Fahrzeugen pro Tag (Stand 2010) als verkehrsreichste Autobahn in Bayern. 2015 sind es schon 160 000 Fahrzeuge pro Tag und es wird mit weiterer starker Verkehrszunahme gerechnet. Stauungen sind insbesondere vor den Autobahnkreuzen München-Nord, München-Süd, Autobahndreieck Feldmoching, Eschenrieder Spange, Aubinger Tunnel und vor dem Allacher Tunnel sehr häufig (meist zweimal täglich).

## Ringschluss

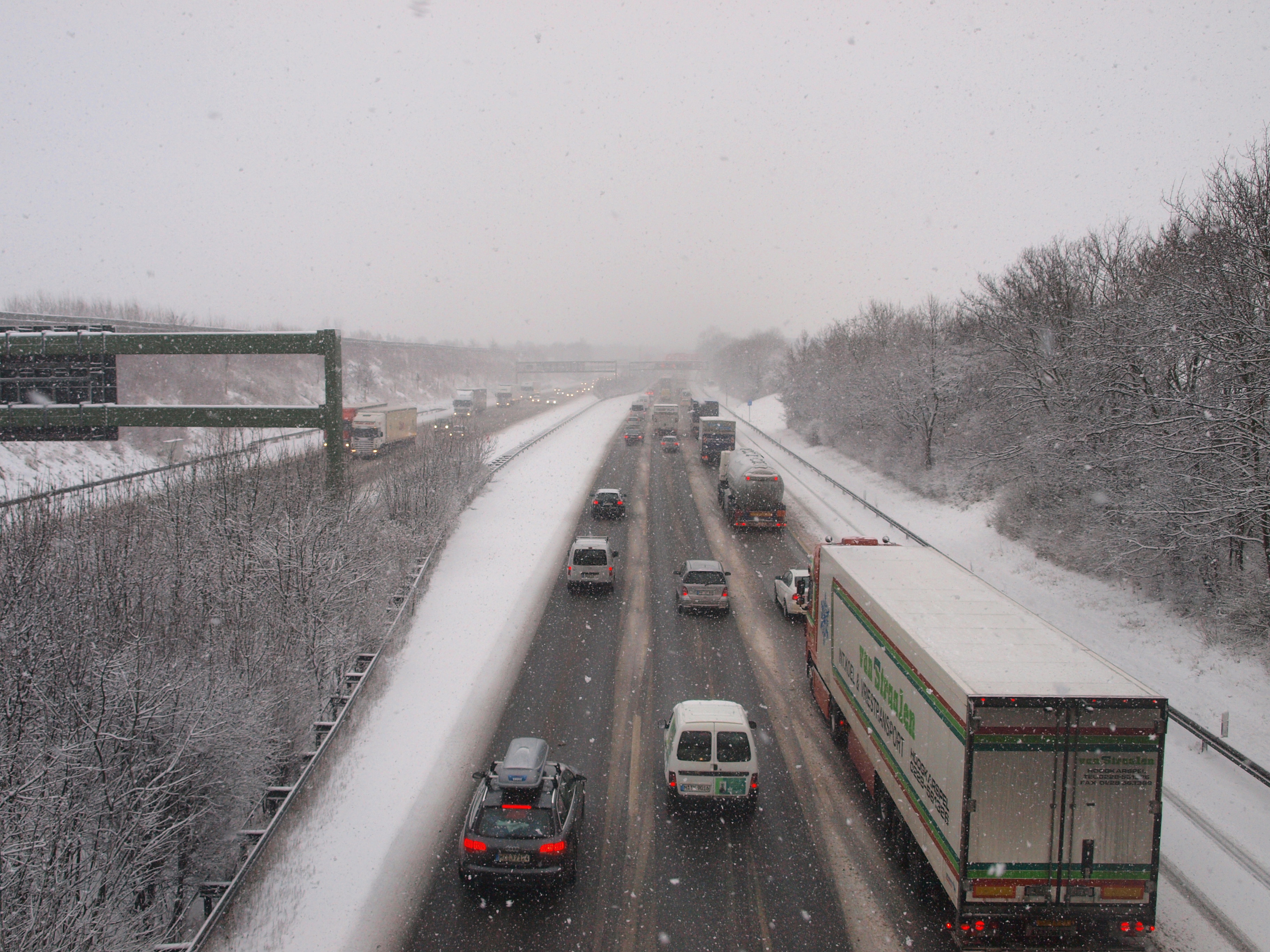
A 99 zwischen der Ausfahrt Kirchheim und dem Kreuz München-Ost, Blickrichtung Süd

Ein Ringschluss im Süden von der A 96 zur A 95 und weiter zum Kreuz München-Süd (beziehungsweise zur A 995 bei Unterhaching) wurde 2003 von der Bundesregierung in den Bundesverkehrswegeplan als Projekt im weiteren Bedarf mit hohem ökologischen Risiko aufgenommen. Im Oktober 2004 wurde eine Streichung des Projekts aus dem Bundesverkehrswegeplan beschlossen. Im Mai 2006 wurde trotzdem eine Machbarkeitsstudie in Auftrag gegeben. Deren geschätzte Kosten von rund einer halben Million Euro teilten sich Bund und Freistaat Bayern.
Am 26. November 2008 stellte die Autobahndirektion Südbayern ein Zwischenergebnis der Studie vor. Am 29. April 2009 folgte ein zweiter Zwischenbericht.
Von den ursprünglich in Erwägung gezogenen 95 Trassen-Varianten sind nun nur noch elf übrig geblieben. Die Längen der Trassen variieren dabei zwischen 13 und 35 Kilometern. Die südlichste Streckenvariante verläuft südlich von Gauting, Baierbrunn und Oberhaching. Da große Teile davon unterirdisch gebaut werden müssten, würden sich die Baukosten mit Kostenstand 2008 auf bis zu 45 Mio. Euro pro Kilometer summieren; konventionell gebaute Autobahnkilometer kosteten mit gleichem Stand etwa acht Millionen Euro.
Im letzten Schritt der Machbarkeitsstudie sollte untersucht werden, welche Auswirkungen die vorgeschlagenen Trassen auf Umwelt, Raumstruktur, Verkehr und Baukosten haben würden. Am 17. Mai 2010 stellte die Autobahndirektion Südbayern den Abschlussbericht der Studie vor.
Die Präsentation des Berichts kommt zu dem Abschlussergebnis, dass „bei Berücksichtigung der Maßnahmen zur Vermeidung und Minderung von Eingriffen … der Lückenschluss des Autobahnrings grundsätzlich sinnvoll und realisierbar“ sei. In dem Abschlussbericht wird eine Planungsempfehlung für zwei der ursprünglichen untersuchten Streckenführungen abgegeben. Beide Streckenführungen verbinden das Autobahndreieck München-Süd-West mit unterschiedlichen Teilabschnitten der A 995 in Höhe Unterhaching bzw. Taufkirchen. Beide Streckenführungen sehen die Untertunnelung der Ortschaft Krailling mit dem Würmtal vor. Je nach Streckenführung ist ferner eine Untertunnelung des Isartals zusammen mit Grünwald und Pullach bzw. eine etwas weiter nördlich verlaufende Untertunnelung vorgesehen. Für beide Streckenführungen werden Kosten von 1,2 Mrd. Euro veranschlagt.
Die Fortführung der A 99 ist politisch umstritten. Am 15. Juni 2010 stoppte der damalige bayerische Ministerpräsident Horst Seehofer das Projekt.

## Besonderheiten

### Eschenrieder Spange
Eine bauliche Besonderheit ist die Eschenrieder Spange – oft auch als „A 99a“ bezeichnet – ein vier Kilometer langer Seitenarm der A 99, der zur A 8 Richtung Stuttgart führt.

### Aubinger Tunnel
Der Aubinger Tunnel ist mit seinen 1956 Metern Bayerns längster Autobahntunnel. Er wurde vom ADAC als einer der sichersten Tunnel ausgezeichnet. Der Tunnel erhielt 2008 eine der damals modernsten Geschwindigkeitskontrollanlagen Europas. In beiden Fahrtrichtungen erfolgen die Messungen, ohne dass die Fahrer davon etwas bemerken. Jeweils 500 Meter nach der Einfahrt sind in beiden Richtungen Messstellen eingerichtet, die die gemessenen Daten direkt an die Polizei weiterleiten. In der ersten Woche nach der Einführung wurden laut Pressemitteilungen mehr als 1500 Geschwindigkeitsübertretungen registriert.

### Lkw-Kontrollstelle
Zwischen den Anschlussstellen Hohenbrunn und Haar befindet sich in Fahrtrichtung Nürnberg/Stuttgart eine Lkw-Kontrollstelle der Polizei und des Bundesamtes für Logistik und Mobilität. Bereits vor der Kontrollstelle werden zur Überprüfung des zulässigen Gesamtgewichtes von Lkw über Sensoren in der Fahrbahn der Autobahn die Achslasten von Lkw gemessen. Auffällige Lkw werden dann an der Kontrollstelle einer Überprüfung unterzogen; dort befindet sich eine geeichte Waage, mit der das genaue Gewicht ermittelt werden kann.

## Trivia
Zum 1. Januar 2016 lagen die Zuständigkeiten für die A 99 wie folgt:
- im Bereich Autobahndreieck München-Süd-West mit der A 96 (4/35) und Autobahnkreuz München-Nord mit der A 9 (13/72) bei der Autobahnmeisterei München-Nord/West,
- im Bereich Autobahnkreuz München-Nord mit der A 9 und der A 995 (13/72) und Autobahnkreuz München-Süd (21/95) bei der Autobahnmeisterei Hohenbrunn.